# Roter Sand
Roter Sand ist der Name eines Leuchtturms in der Deutschen Bucht. Das nach dem Entwurf von Carl Friedrich Hanckes (1829–1891) von der Aktiengesellschaft für Eisenindustrie und Brückenbau in den Jahren 1880–1885 ausgeführte Bauwerk ist heute nicht mehr als Leuchtfeuer in Betrieb, dient jedoch weiterhin als Tagessichtzeichen. Der Leuchtturm gilt als das weltweit erste Offshorebauwerk. Es wurde zum Symbol des technischen Fortschritts im Deutschen Kaiserreich und ist noch heute einer der bekanntesten Leuchttürme Deutschlands. Am 31. Oktober 2010 wurde es als Historisches Wahrzeichen der Ingenieurbaukunst in Deutschland ausgezeichnet. Wegen zunehmenden Korrosionsschäden soll der Turm in Küstennähe versetzt werden.

## Beschreibung

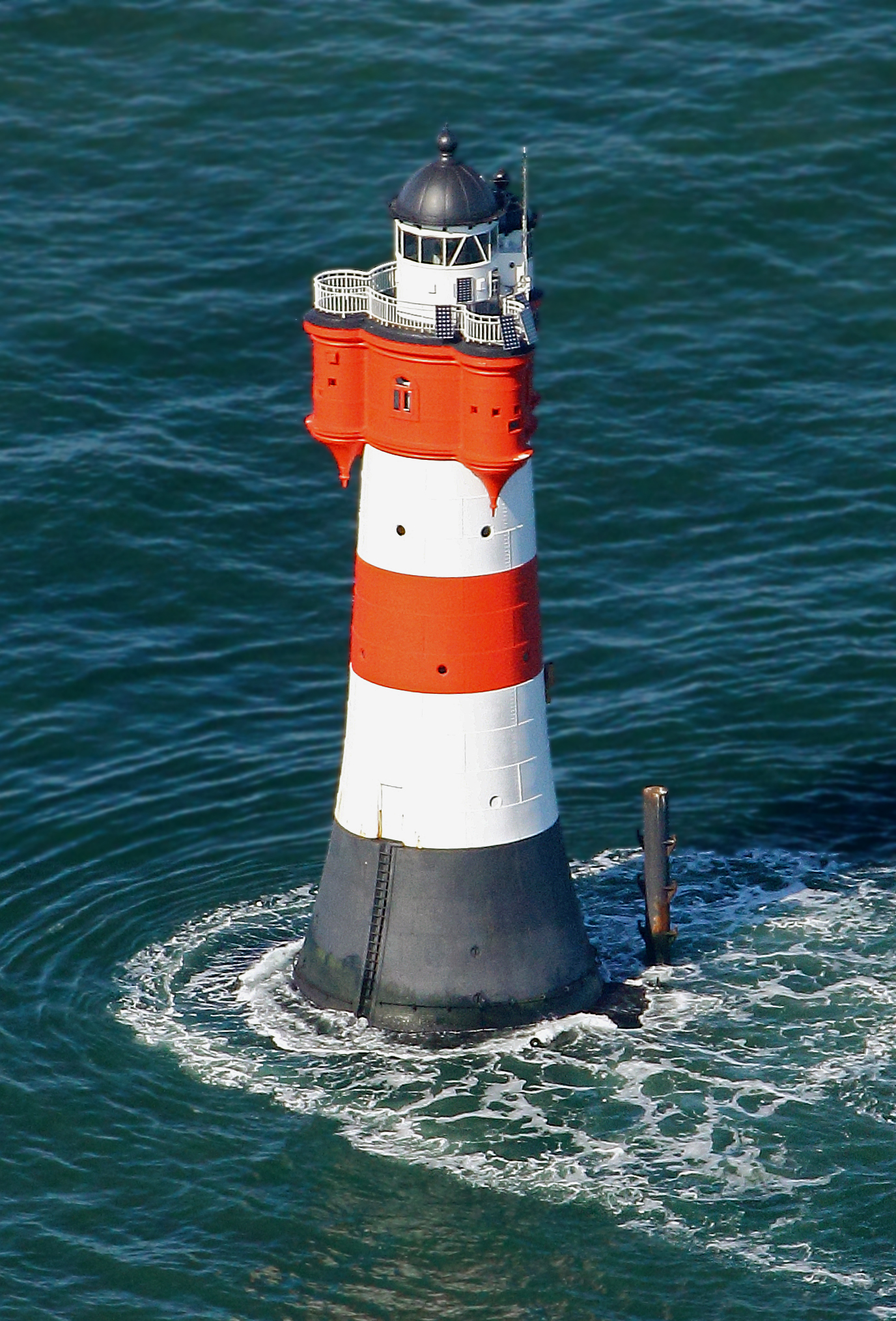
Das Fundament liegt bei Hochwasser unter der Wasserlinie; Luftbild von 2012

Der Leuchtturm Roter Sand besitzt eine Gesamthöhe von 52,5 Metern, die auch das Fundament unter Wasser mit einschließt. Bei Niedrigwasser beträgt seine Höhe über dem Meeresspiegel 30,7 Meter. Die Feuerhöhe liegt bei 24 Metern über dem mittleren Tidehochwasser.
Das Fundament ist zylinderförmig und ragt bei Niedrigwasser etwa 1½ Meter als Plattform über die Wasseroberfläche hinaus. Darüber verjüngt sich der Turm nach oben hin konisch. Er besitzt einen rot-weißen Anstrich, der über einem etwa acht Meter hohen schwarzen Sockelbereich ansetzt. Die Reihenfolge der Farben ist Weiß-Rot-Weiß-Rot-Weiß, wobei die einzelnen Farbabschnitte gleichzeitig die fünf Stockwerke markieren. Am unteren Ende des untersten weißen Ringes befindet sich die Einstiegstür.
Der unterste Raum dient als Lagerraum. Eine Treppe führt in den darüberliegenden Schlafraum. Es folgen die Küche mit einem Kohleofen, Schränken und einer gepolsterten Sitzbank und der Aufenthalts- oder Dienstraum mit einem großen Tisch und Stühlen. Von diesem zweigen drei Erker ab. Zwei von ihnen weisen die gleiche Höhe auf wie das Stockwerk selbst, während der dritte sich noch höher zieht. Die Erker beherbergten früher die Nebenfeuer und zeigen nach Nordwesten, Süden und Nordosten. Aus dem Dienstraum gelangt man über eine weitere Treppe auf den Balkon, der um das Laternenhäuschen mit der kupfernen Kuppel herumläuft. Ein Rundgang auf dem Balkon ist jedoch nicht möglich, da der hohe Erker an einer Stelle den Weg blockiert.
In den 1940er Jahren sah die Raumaufteilung noch anders aus. Zu jener Zeit war der Innenraum des schwarz lackierten Sektors begehbar und diente als Lagerraum. In der Etage auf Einstiegsebene (dem heutigen Lagerraum) befand sich damals die Technik zur Stromerzeugung.

## Technik

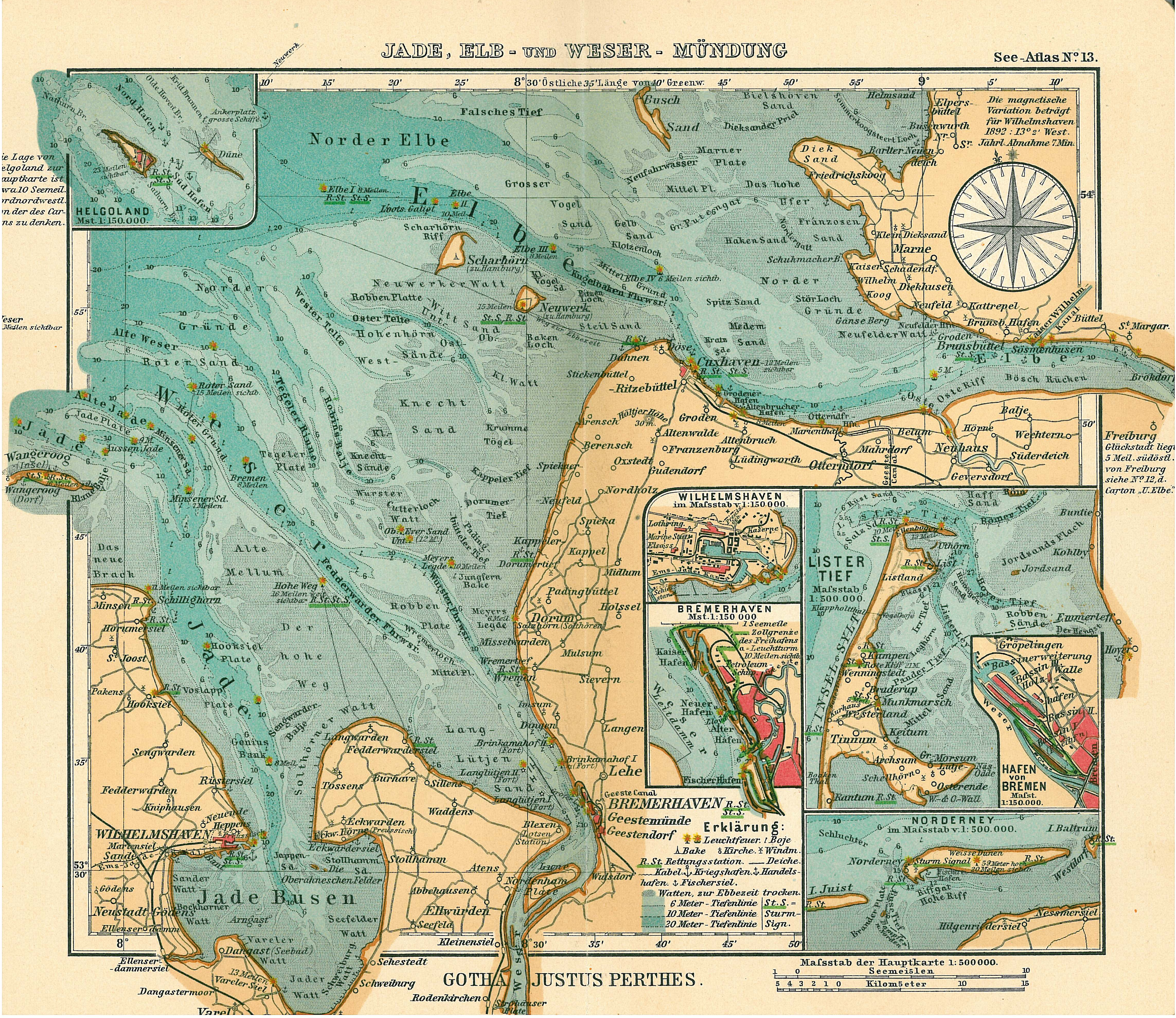
Der Leuchtturm ist auf der Karte von 1906 verzeichnet (nordöstlich von Wangerooge)

### Geschichte der Technik
Das erste Leuchtfeuer des Roten Sand war ein Petroleumbrenner mit zwei Dochten. Die Kennung entstand durch Otterblenden, die über ein Uhrwerk geöffnet und geschlossen wurden, das von einer durch den gesamten Turmschaft führenden Kette mit Gewichten betrieben wurde. Die Quermarkenfeuer im Nordwest- und im Süd-Erker des Turmes zeigten beide ein festes Feuer. Als Leuchtquelle dienten hier eindochtige Argandsche Petroleumleuchten. Für die Einfahrt in die Außenweser war im Nordost-Erker eine zweidochtige Argandsche Lampe als Nebenfeuer installiert.
Bereits ein Jahr nach der Inbetriebnahme des Turmes im November 1885 stellte man auf eine elektrische Bogenlampe um. Für den benötigten Strom wurde der Leuchtturm durch ein Seekabel mit Wangerooge verbunden. Nach dem Einbau der Bogenlampe wurden die Turmkennung geändert und die nicht mehr benötigten Quermarkenfeuer in den Erkern gelöscht. Das Nebenfeuer im großen Erker blieb erhalten. Da die elektrische Kabelverbindung häufig unterbrochen wurde, beschloss man nach acht Jahren, wieder auf Petroleumglühlicht umzustellen.
Anfang der 1940er Jahre wurde im Laternenhaus eine große Gürtelleuchte mit Glühlampenlicht und Wechselvorrichtung eingebaut. Das Nebenfeuer im Nordosterker blieb erhalten und bekam zusätzlich noch eine Telegrafeneinrichtung und einen Nebelschallsender. Als Lichtquelle diente ab 1945 ein mit Propan betriebenes Gasglühlicht. Erneut elektrifiziert wurde der Rote Sand im Jahr 1947 mit Dieselaggregaten mit rund 110 Volt Gleichspannung. Diese versorgten den gesamten Turm mit Strom und luden die Nickel-Eisen-Akkumulatoren für den Nachtbetrieb. Durch die nun sichere Stromversorgung konnten elektrische 1000-Watt-Leuchtfeuer verwendet werden, was die Tragweite des Feuers erheblich steigerte.
Einige Zeit später wurde das Laternenhaus auf dem Balkon durch ein neues ersetzt.
Ab der Dienstaufnahme des Ersatzleuchtturms Alte Weser im Jahr 1964 wurde im Roten Sand ein automatisch gesteuertes kleines Propangasfeuer eingebaut.

### Letztes Leuchtfeuer

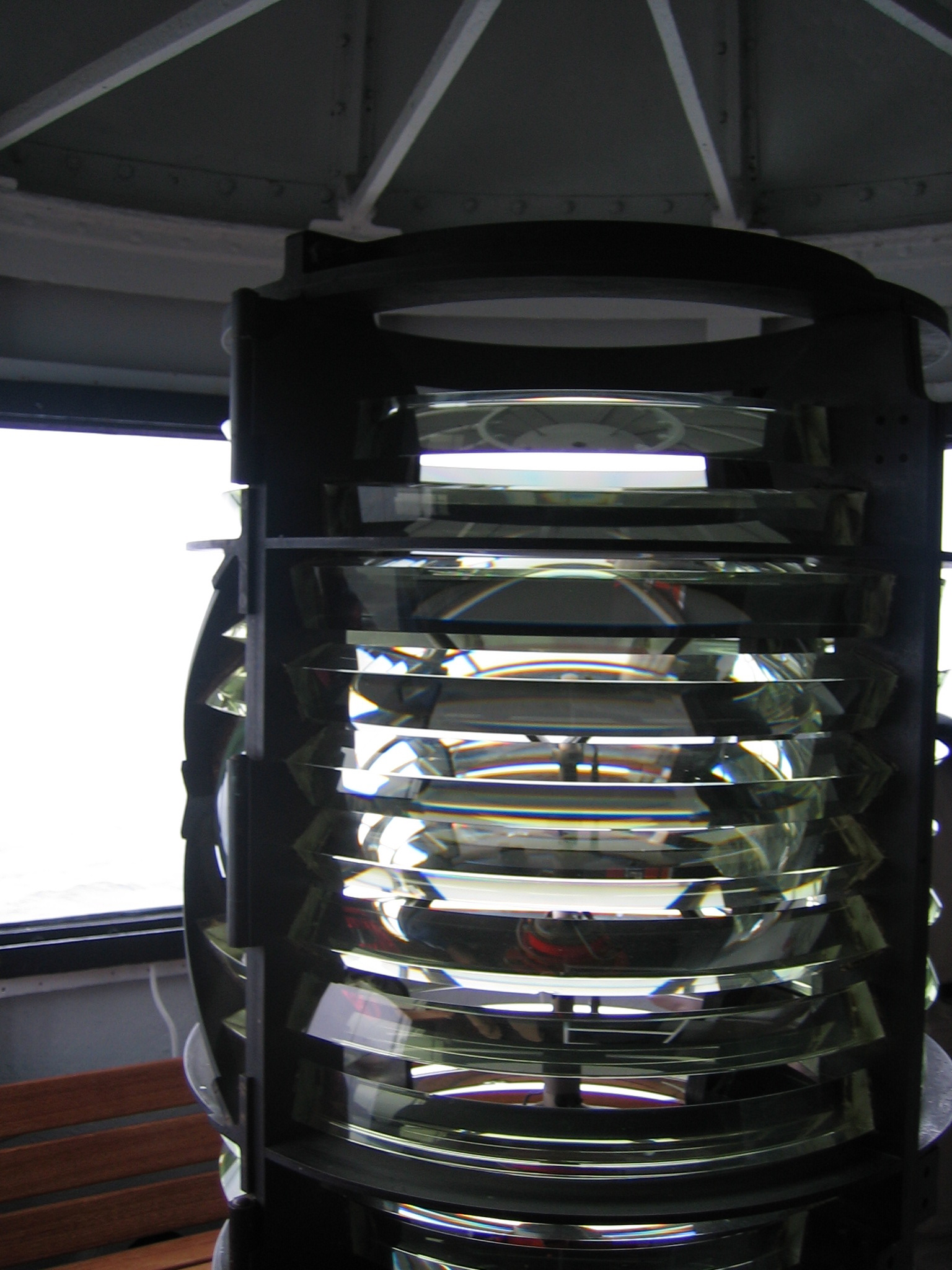
Hauptlaterne

Das Leuchtfeuerverzeichnis von 1985 weist zu Roter Sand folgenden Eintrag aus:

„F. w/r/gn. 9/7/6sm 23m
w.167,5°-185, r.-225, w.-254,5,
r.-293,5, w.-312, r.-324,
w.-328(Leitsektor), gn.-341°
Lichtschwach: 341°-167,5°“

Er hatte ein Festfeuer in den Sektorenfarben Weiß, Rot und Grün. Weiß hatte 9 sm (etwa 16,7 km), Rot 7 sm und Grün 6 sm Nenntragweite. Das Feuer war in 23 m Höhe über dem MThw angeordnet.
In Richtung 185° bis 293,5° ist es als Quermarkenfeuer (Rot–Weiß–Rot) zu sehen gewesen. Der Sektor zur Richtungsänderung (Weiß) war in Richtung 225°–254,5° zu sehen. Es gab in der Alten Weser den Bereich vor, wo die Schiffe ihren Kurs von SW auf S bis SSW (einlaufend) bzw. von N bis NNO auf NO (auslaufend) ändern mussten.
In Richtung 312° bis 341° war es als Leitfeuer (Rot-Weiß-Grün) für das Fahrwasser in der Weser zu sehen gewesen. Dabei war der weiße Richtsektor in Richtung 324°–328° zu sehen.
In Richtung 341°–167,5° war das Feuer als ein eher schwaches weißes Feuer, in den restlichen, bisher nicht genannten, Richtungen als weißes Feuer zu sehen gewesen.

## Geschichte

### Erste Ideen

Die Kaiser Wilhelm der Große am Roten Sand 1898 von Hans Bohrdt

Um 1875 gab es zwei Feuerschiffe in der Außenweser mit der Aufgabe, die Fahrrinne zu markieren und damit zu sichern. Im Jahr 1878 einigten sich die Weseranrainer Bremen, Oldenburg und Preußen darauf, das Seezeichenwesen gemeinsam zu regeln. Der preußische Handelsminister brachte den Vorschlag ein, ein weiteres Feuerschiff in die Außenweser zu beordern. Das wurde jedoch abgelehnt, da Untersuchungen ergaben, dass die Auslegung eines Schiffes auf die Muschelbank Roter Sand unmöglich sei. Stattdessen machte das Tonnen- und Bakenamt in Bremerhaven noch im gleichen Jahr einen Gegenvorschlag, der die Errichtung eines festen Turmes am Rande der Untiefe vorsah und relativ schnell angenommen wurde, weil die Kosten für einen Leuchtturm geringer eingeschätzt wurden als die für ein Feuerschiff.
Am 23. August 1878 erhielt Baurat Carl Friedrich Hanckes, der damals Leiter der Hafenbaudirektion war, den Auftrag, einen Entwurf für den geplanten Turm zu erstellen. Der von Hanckes vorgelegte Plan sah ein Bauwerk vor, dessen Unterbau auf einem Caisson ruhen sollte. Knapp zwei Jahre später, am 15. September des Jahres 1880, endete die nationale Ausschreibung für den Bau des Leuchtturms und zwei Unternehmen reichten ihre Kostenvoranschläge ein. Bavier, Kunz & Weiß in Bremen verlangten 445.000 Mark, während sich das Angebot von Harkort in Duisburg auf knapp 480.000 Mark belief. Aufgrund der niedrigeren Kosten fiel die Entscheidung am 2. Oktober zugunsten des Bremer Unternehmens.

### Erstellung des Bauwerks
In den Wintermonaten 1880/1881 wurde im Kaiserhafen in Bremerhaven der Caisson gebaut. Die Auslieferung fand bei guten Wetterbedingungen am 22. Mai 1881 statt, als zwei Dampfschlepper begannen, das Gebilde zur Baustelle zu ziehen. Dort kamen sie jedoch erst am 26. Mai an, da sich der Senkkasten zwischendurch losgerissen hatte und auf eine Sandbank aufgelaufen war. Man konnte ihn erst in den Morgenstunden des nächsten Tages freischleppen. Auf dem Roten Sand sollte der Caisson auf etwa 22 Meter unter Niedrigwasser abgesenkt, in den Meeresboden gespült und mit Beton gefüllt werden. Dazu setzte man das Innere des Behälters unter Druck, so dass es kurzzeitig als Tauchkammer fungierte. Man hatte kaum mit den Arbeiten begonnen, als der Caisson beim Absenken in Schieflage geriet. Die Arbeiten wurden abgebrochen, bis die jährlichen Pfingststürme den Kasten wieder aufrichteten. Durch diese Verzögerung gelang es nicht, den Kasten vor Einsetzen der schweren Herbststürme mit ausreichend Beton zu füllen. Am 13. Oktober 1881 wurde der Caisson in einer schweren Sturmflut zerstört und sank. Damit war der erste Gründungsversuch gescheitert.

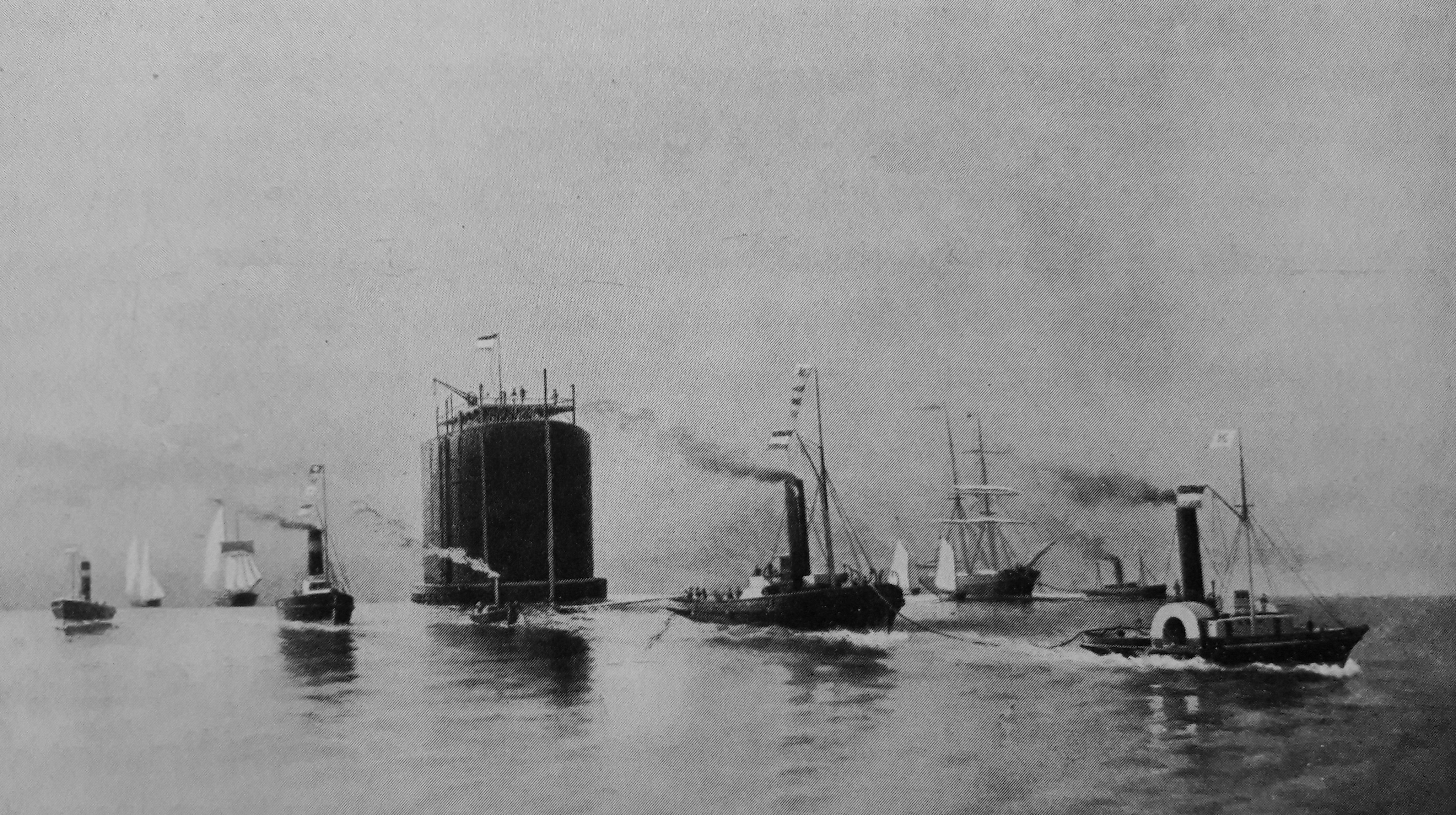
Ausfahrt des Fundament-Caissons

Das Baugeschäft Bavier, Kunz & Weiß traf dieser Rückschlag so hart, dass es wenige Wochen später Insolvenz anmelden musste. Daraufhin stellte Hanckes am 7. März 1882 einen Antrag, einen zweiten Gründungsversuch zu unternehmen. Dieses Mal erhielt Harkort den Auftrag zu einem Preis von etwa 853.000 Mark, was nahezu eine Verdoppelung des vorherigen Kostenvoranschlags bedeutete und etwa dem heutigen Gegenwert von 7,7 Millionen Euro entspricht. Die Auftragsvergabe erfolgte am 31. August 1882. Dass tatsächlich ein zweiter Versuch gestartet werden sollte, wurde am 21. September entschieden. Über den Winter 1882/1883 wurde im Bremerhavener Kaiserhafen ein neuer Caisson, stabiler als der vorherige, gebaut. Er hatte eine Seitenhöhe von 18½ Metern, wurde im Frühling des Jahres 1883 fertig und wurde am 26. Mai aus dem Hafen geschleppt. Rund 1100 Meter nördlich der alten Baustelle wurde er zwei Tage später erfolgreich abgesenkt. Danach wurden die Seitenwände erhöht und der Caisson in Handarbeit mit 316 Kubikmetern Beton gefüllt. Diesmal überstand er die Herbststürme, die nur einige kleinere Schäden verursachten, gut. Am 22. Mai 1884 war das Fundament des Leuchtturms vollendet.
Am 10. Juni des gleichen Jahres begann man mit dem Bau und im Juli mit den Arbeiten am Turmschaft, so dass man den Turm bis Anfang November bereits bis zum dritten Stock hochgezogen hatte. Die unterste Ebene wurde mit Mauerwerk verkleidet und mit einer feuerfesten Decke versehen. Zu dieser Zeit, am 3. November, wurden zwölf Arbeiter im Turm einquartiert, um den Innenausbau zu beenden, während die Versorgungsschiffe die Häfen anliefen. Von Anfang Dezember bis April 1885 konnte aufgrund widriger Witterungsbedingungen nicht am Turm gearbeitet werden.
Im Sommer 1885, am 10. August, wurden der Wohnraum, die Erker und die Laterne fertiggestellt, woraufhin mit dem Einbau der Beleuchtung begonnen wurde.
Am 23. Oktober erfolgte die Bauabnahme durch Baurat Hanckes. Acht Tage darauf, am 1. November 1885, wurde um 0 Uhr das Feuer gezündet. Gerade einmal sieben Jahre nach den ersten Planungen war der Leuchtturm Roter Sand fertiggestellt. Er war das erste Offshorebauwerk der Welt und gilt als bauliche und technische Pionierleistung jener Zeit.

### Betrieb 1885–1964

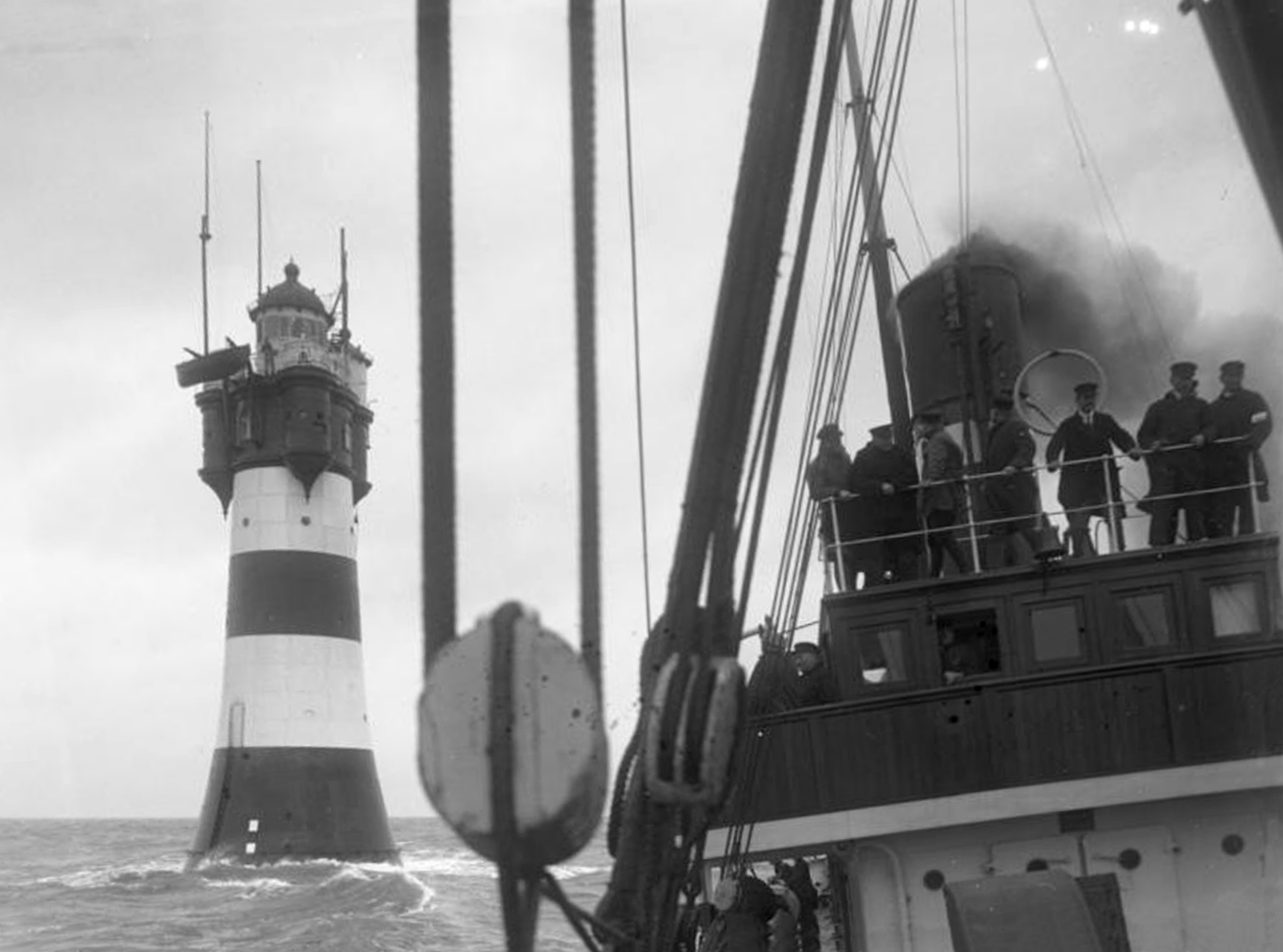
Ablösung im Anmarsch (1931)

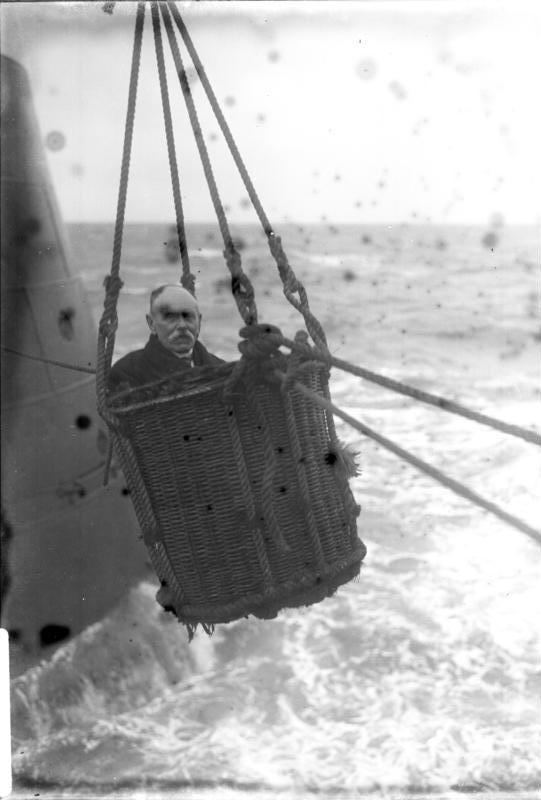
Abgelöster Leuchtfeuerwärter im Förderkorb (1929)

Fast 35 Jahre funktionierte der Leuchtturm problemlos; in den 1920er Jahren verlor er jedoch durch die Verlagerung der Sandbänke und die dadurch bedingten Änderung der Fahrrinne etwas an Bedeutung, blieb aber für die Außenjade und die Außenweser weiterhin sehr wichtig.
Anfang 1933 wurde die Steinschüttung um den Turm erhöht, um eine größere Standsicherheit zu gewährleisten. In den 1940er Jahren kam es zu einigen kleineren Baumaßnahmen. So wurden z. B. ein neues Laternenhaus und die Laternen in den Erkern, die nach Nordwesten und Süden zeigen, abmontiert. 1953 stellte man bei Analysen massive Durchrostungen der Stahlhaut im Niedrigwasserbereich fest. Daraufhin wurden bis 1955 sämtliche Stahlbauteile, das Mauerwerk, der Beton und die Steinschüttung untersucht. Man stieß auf schwere Schäden am Fundament, die nur durch umfangreiche und kostenaufwändige Bauarbeiten zu beheben waren. Andernfalls hätte die Standsicherheit des Turms nicht garantiert werden können.
Nach Abschluss der Sanierungen wurden in den Jahren 1958 und 1959 Untersuchungen angestellt, ob der Turm für die Aufnahme eines Radar-Decks in Frage käme. Er sollte damit Teil einer langen Radarkette bilden. Es stellte sich jedoch heraus, dass der Stahlmantel Löcher aufwies. Zudem fand man Salzwasser im Beton. Somit war der Turm – wegen der unzureichenden Stabilität – für eine Radaranlage ungeeignet, zumal er für die erforderlichen Betriebsräume der modernen Seezeichentechnik zu wenig Platz bot. Aus diesem Grunde wurde ab 1961 etwa drei Kilometer nördlich des Roten Sand der Ersatzbau Alte Weser errichtet. Dieser nahm am 1. September 1964 seinen Betrieb auf, wodurch der Leuchtturm Roter Sand nahezu überflüssig wurde. Noch am selben Tag wurde seine letzte Besatzung abgezogen. Der Leuchtturm Roter Sand diente nun nur noch als Tagessichtzeichen und des Nachts mit einem kleinen Propangasfeuer als Gegenfeuer zum Leuchtturm Hohe Weg und zwei Quermarkenfeuern nahe der Alten Weser.

### Übergangsphase 1964–1987

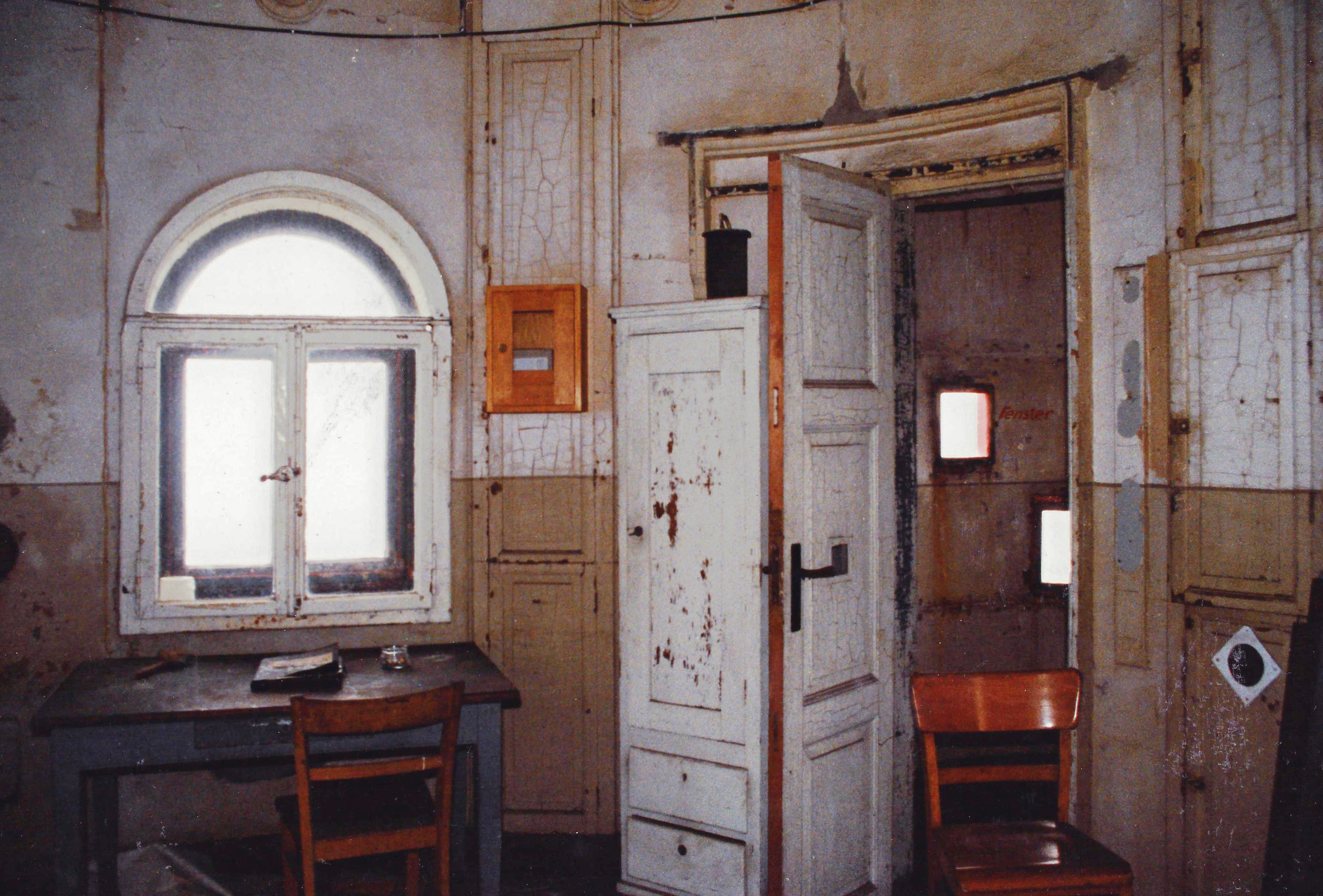
Innenraum (1987)

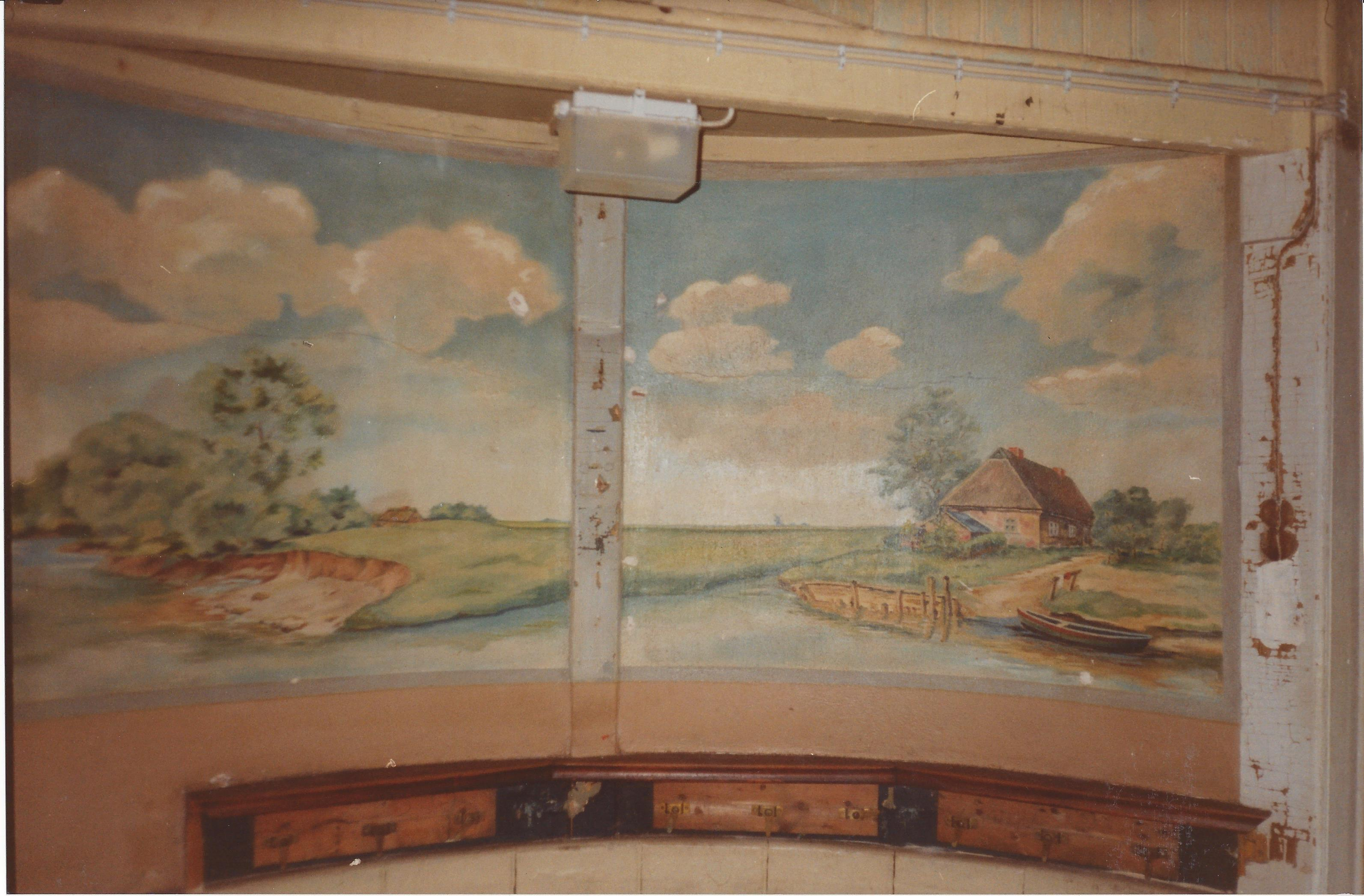
Wandbild

Bis 1974 wurde der Turm durch das Wasser- und Schifffahrtsamt Bremerhaven finanziert. 1975 wurden die alte Nebelglocke und das Uhrwerk des Turms abgebaut und als Ausstellungsstücke ins Deutsche Schifffahrtsmuseum nach Bremerhaven transportiert. In den folgenden Jahren herrschte Uneinigkeit darüber, was mit dem Turm geschehen sollte. Einige befürworteten einen kompletten Abriss, andere ein Aufstellen an Land. In der Bevölkerung regte sich jedoch Protest gegen diese Pläne. Daraufhin beschlossen alle Fraktionen der Bremischen Bürgerschaft am 16. November 1978 die Erhaltung des Leuchtturms, der ein Jahr später von der Landesdenkmalpflege als „kulturgeschichtliches Denkmal von erheblicher Bedeutung“ eingestuft wurde. Am 22. September 1982 gründete der Magistrat Bremerhavens einen Fonds zur Rettung und Erhaltung des Leuchtturms und wenige Wochen später stellte das Niedersächsische Landesamt für Denkmalpflege den Roten Sand unter Denkmalschutz.
Das zuständige Bundesministerium für Verkehr als Eigentümer des Turms plädierte dafür, diesen vollständig abzureißen, da er nunmehr ohne Bedeutung sei. Am 13. Januar 1983 gründete sich der Förderverein Rettet den Leuchtturm Roter Sand e. V. mit dem Ziel, den Turm an Ort und Stelle zu erhalten. Dieser Verein, der sich aus Spenden finanzierte und mehrere öffentliche Diskussionsrunden zu diesem Thema veranstaltete, erzielte noch im November des Gründungsjahres einen großen Erfolg, als der Bundesminister für Verkehr, Bau und Stadtentwicklung, Werner Dollinger, seine mittlerweile eingenommene Position aufgab, das Oberteil des Leuchtturms als Glied einer neuen Richtfeuerlinie nach Nordenham zu versetzen, und sich stattdessen dafür entschied, den Standort des Gebäudes nicht zu verändern.
Problematisch war jedoch, dass eine Generalsanierung des beschädigten Turmfundaments, die der Leuchtturm benötigte, sollte er an seinem Standort bleiben, rund 8 Millionen Deutsche Mark (entspricht einem heutigen Gegenwert von etwa 9 Mio. Euro) gekostet hätte. Eine solche Summe konnte und wollte niemand aufbringen, so dass eine kostengünstigere Alternative gefunden werden musste. Der Diplom-Ingenieur Rolf Seedorf vom Wasser- und Schifffahrtsamt Bremerhaven brachte die Idee ein, einen Stahlmantel als Manschette über den Turm zu stülpen, der den nahezu zerstörten Caisson bis in eine Tiefe von zehn Metern umgeben sollte. Dann sollte der Zwischenraum zwischen Mantel und Senkkasten mit Beton ausgefüllt werden. Es gelang, sich auf diese Lösung zu einigen, und man schätzte die zu erwartenden Kosten auf 1,12 Mio. DM. Zur Jahreswende 1986/1987 genehmigte der Haushaltsausschuss des Bundestags die vom Bund zu zahlenden gut 700.000 DM. Das für die Denkmalpflege des Roten Sand zuständige Bundesland Niedersachsen beteiligte sich mit rund 300.000 DM an der Restaurierung und der Förderverein mit knapp 120.000 DM. Zusätzlich erklärte sich der Bund bereit, weitere 500.000 DM für die Unterhaltung des Turms nach Abschluss der Arbeiten zur Verfügung zu stellen.
Im Frühjahr 1987 begannen groß angelegte Untersuchungen zur Ermittlung der Standsicherheit.
Vor Beginn dieser Sanierungen war das letzte Feuer bereits am 12. November 1986 gelöscht worden. Der Leuchtturm Roter Sand war insgesamt 101 Jahre und 11 Tage in Betrieb.

### Restaurierung 1987–1990

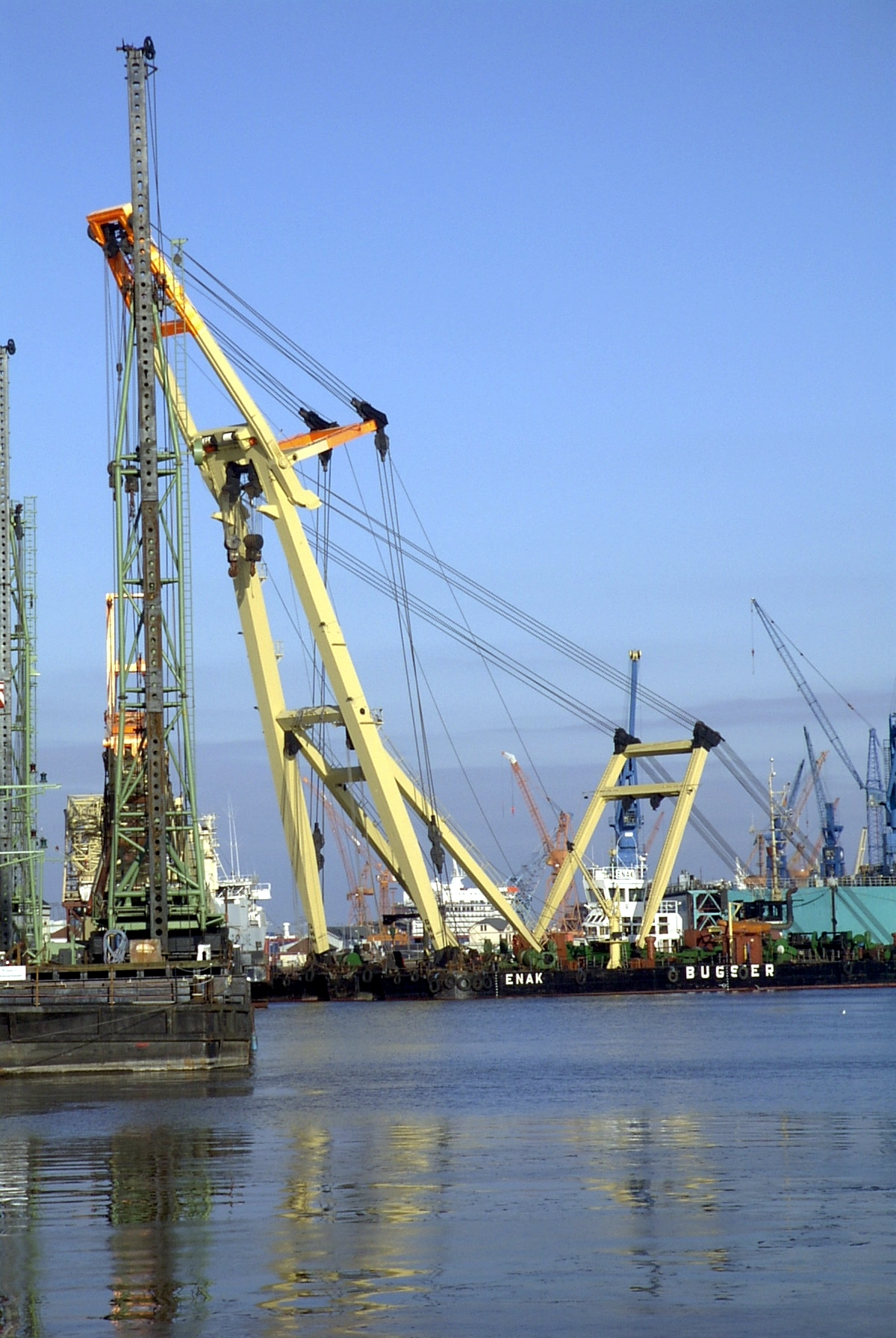
Schwimmkran ENAK in Bremerhaven

Am 24. April 1987 wurden die Anfangsuntersuchungen wie z. B. Probebaggerungen abgeschlossen und ab Anfang Juni wurden im Kaiserhafen in Bremerhaven, in dem auch schon die beiden Caissons entstanden, 18 Stahltafeln zu einer Manschette zusammengefügt. Diese Arbeit war am 28. Juli abgeschlossen und die 110 Tonnen schwere und 15 Meter × 11 Meter × 10 Meter messende Manschette wurde probeweise vom Schwimmkran ENAK angehoben.
Derweil war bereits 14 Tage zuvor, am 14. Juli, ein selbstfahrender Ponton der Firma Ludwig Voss aus Cuxhaven ausgelaufen, um noch am gleichen Tag mit vorbereitenden Arbeiten am Leuchtturm zu beginnen. Dabei wurde ein 1½ Meter breiter und zwei Meter tiefer Graben um das Fundament ausgehoben und in der Folge der Turmsockel von Tauchern mit Hilfe von Hochdruckgeräten von Algen, Rost und Muscheln gesäubert. Nach Abschluss der Arbeiten nach sechs Tagen kehrte der Ponton zurück.
Die Witterung unterbrach die Arbeiten für knapp zwei Monate. Am 23. September 1987 verließ ENAK Bremerhaven und sollte einen Tag später die Manschette über den Turm setzen, was jedoch durch starken Wind verhindert wurde. Ein zweiter Versuch wurde für den 30. September angesetzt. Der Kran verließ den Hafen um 8 Uhr und erreichte drei Stunden später den Leuchtturm. Gegen 13:30 Uhr wurde bei Niedrigwasser damit begonnen, den Stahlmantel langsam hochzuziehen. Dabei bewegte sich der Kran planmäßig auf den Turm zu. Anschließend begann man damit, die Manschette über dem Turm wieder herunterzulassen, wobei der Steuermann des ENAK auf der Turmspitze stand und über Funk Kommandos erteilte. Das Überstülpen funktionierte ohne Probleme und ohne eine einzige Berührung, obwohl zwischen Mantel und Turm teilweise nur 50 Zentimeter Freiraum waren. Nur 50 Minuten nach dem Beginn der Aktion hatte der Mantel den Caisson vollständig umschlossen.
Anschließend wurde der 30 Zentimeter breite Zwischenraum mit Stahlschlacke und 40 Kubikmetern Beton aufgefüllt. Die Betonschicht hatte zum Schluss eine Höhe von 60 Zentimetern.
Die Restaurierung war am 8. November 1987 offiziell abgeschlossen und das Wasser- und Schifffahrtsamt Bremerhaven übergab den Leuchtturm Roter Sand einen Tag später an die Deutsche Stiftung Denkmalschutz. Tatsächlich war jedoch nur die erste Sanierungsphase beendet. Es folgte noch ein Außenanstrich und danach begann die Firma Ludwig Voss aus Cuxhaven am 13. Juni 1989 damit, alle Stahlteile zu entrosten und den Mantel zweimal und die Niete dreimal zu grundieren. Diese Arbeiten konnten innerhalb von fünf Tagen vollendet werden.
Als letzter Akt der Restaurierung wurden bis zum 22. Juni 1990 noch drei Deckanstriche aufgetragen.

### Erneuter Sanierungsbedarf 2021 und geplante Versetzung
Laut einem 2021 bekannt gewordenen Gutachten der Deutschen Stiftung Denkmalschutz, die für den Erhalt des Leuchtturms zuständig ist, besteht Sanierungsbedarf wegen massiver Korrosionsschäden. Dem Bauwerk haben Unwetter sowie Wellengang zugesetzt und zukünftig sei eine weitere Gefährdung wegen des steigenden Meeresspiegels zu erwarten. Laut den Experten gibt es drei unterschiedlich teure Sanierungsvarianten mit der Ausführung der Arbeiten vor Ort oder an Land. Die Kosten liegen zwischen 2,5 und 12,5 Millionen Euro. Über das weitere Vorgehen entscheiden der Bund als Eigentümer, die Deutsche Stiftung Denkmalschutz und das Niedersächsische Landesamt für Denkmalpflege. 2023 wurde  bekannt, dass die Deutsche Stiftung Denkmalschutz eine Versetzung in Küstennähe bevorzuge, da die Standsicherheit auf Dauer in Gefahr sei. Der historische Caisson soll jedoch vor Ort bleiben. Diese Idee sorgte jedoch im Förderverein für Protest. Bei der Suche nach einem geeigneten Standort traten jedoch erneut Probleme auf, da der Turm in Wassernähe stehen soll. Als Standorte für die Aufstellung des Leuchtturms haben sich Wilhelmshaven, Bremerhaven, Hooksiel und Fedderwardersiel beworben.

## Besatzung
Vom 1. November 1885 bis zum 1. September 1964 befanden sich durchgehend jeweils ein Leuchtfeuerwärter und ein Gehilfe auf dem Turm. Sie bekamen alle acht Wochen per Boot eine Lieferung mit Proviant, Post und Zeitungen, konnten aber darüber hinaus auch per Telegraph Kontakt mit dem Festland aufnehmen. Der Besatzung standen zwei Zisternen im Fundament des Leuchtturmes sowie ein Süßwasser-Kondensierapparat zur Verfügung. Für den Notfall hing an einem Ausleger am Balkon ein Rettungsboot. Bei Nebel war es die Aufgabe der zwei Männer, im Abstand von jeweils 40 Sekunden die Nebelglocke dreimal zu läuten.
Am 9. Januar 1964 wurde die Besatzung des Roten Sand mit der Goldmedaille für verdienstvolle Leuchtturmwärter ausgezeichnet.

## Heutige Situation

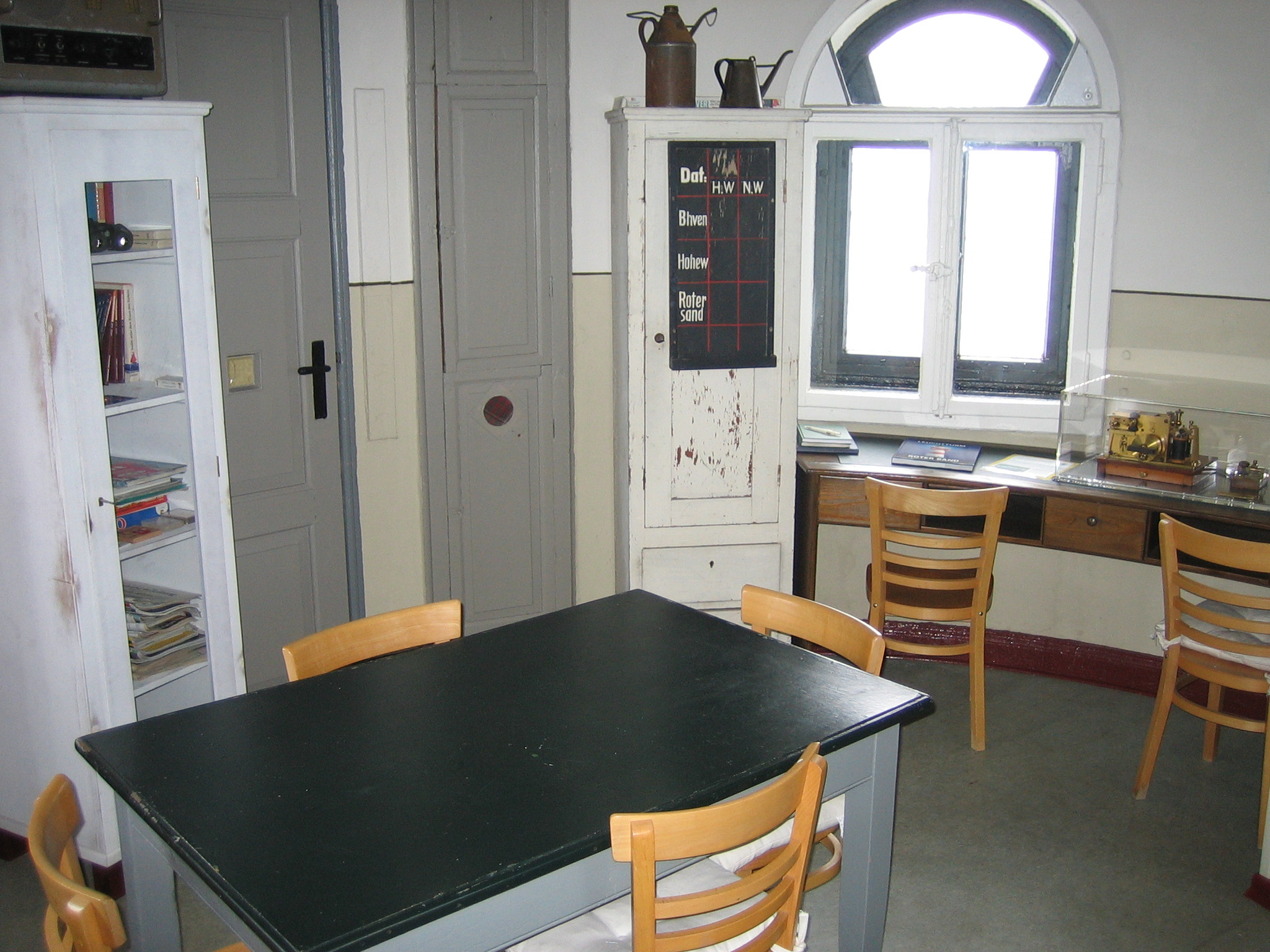
Der Aufenthalts- oder Dienstraum

Im Jahr 1995 erhielt der Leuchtturm zwei Anlegedalben für Schiffe. Bis in das Jahr 1999 wurde versucht, die Inneneinrichtung nach alten Fotos möglichst originalgetreu zu rekonstruieren. Im Jahr 2001 wurde der Innen- und Außenanstrich erneuert.
Im Sommer 2011 wurden mit Hilfe des Schwimmkranes LVP 1 der Fa. Voss Schäden an der Außenseite repariert und die Fassade zweimal mit Außenanstrichen in Weiß, Rot und Schwarz versehen.

### Schutz und Pflege

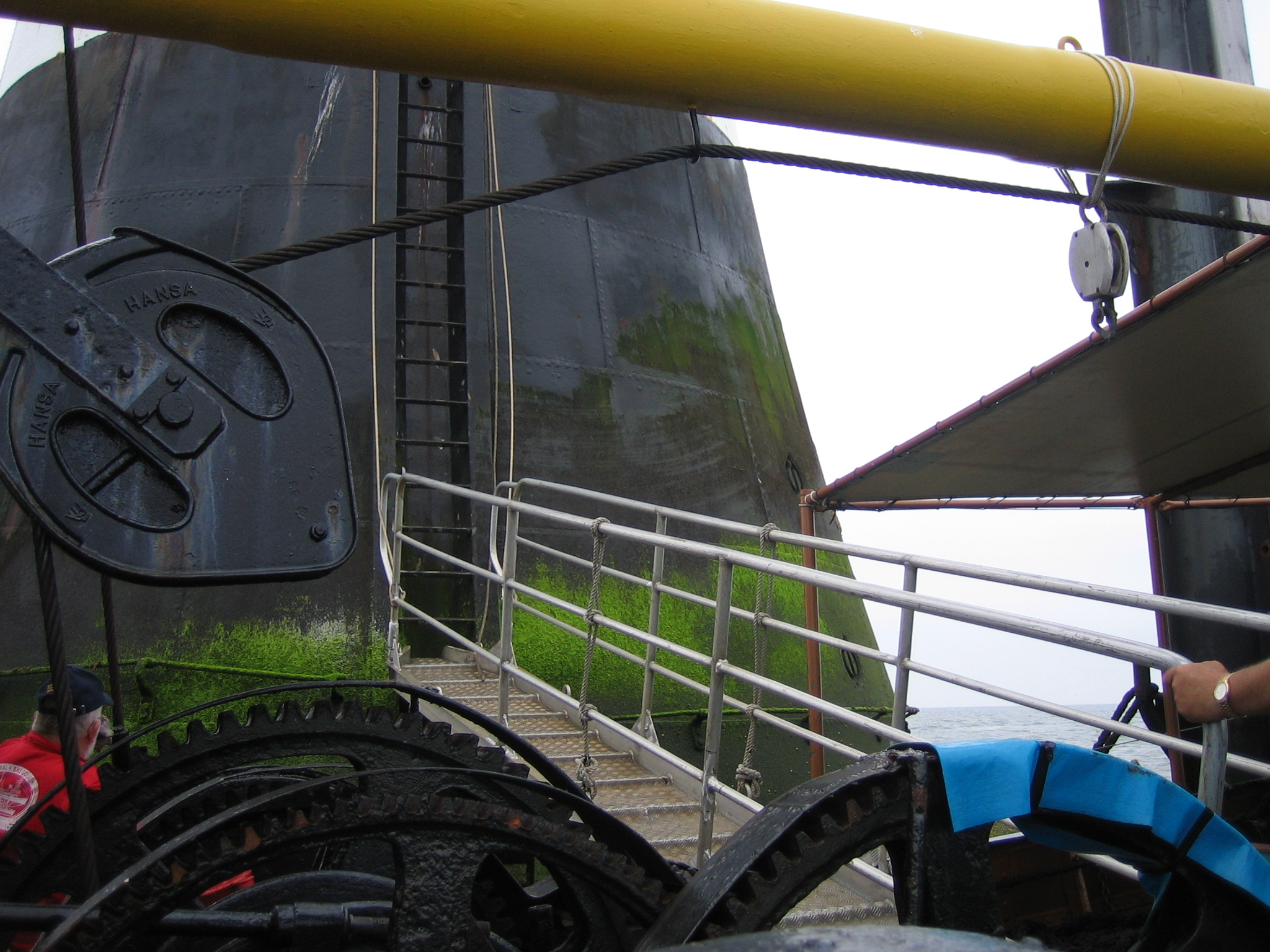
Der Steg vom Schlepper Goliath zum Leuchtturm

Heutzutage muss der Anstrich des Turms alle fünf Jahre komplett erneuert werden, wozu die Außenhaut im Vorfeld mit Frischwasser von Salzkristallen befreit wird. Begleitend wird noch ein Rostschutzlack aufgetragen. Die Arbeiten kosten rund 65.000 Euro. Zwischen den Hauptanstrichen müssen von Zeit zu Zeit kleinere Stellen ausgebessert werden.
Die Pflege des Turms wird heute gemeinsam von der Deutschen Stiftung Denkmalschutz und der von ihr verwalteten Treuhandstiftung Stiftung Leuchtturm Roter Sand finanziert. Die Stiftung Leuchtturm Roter Sand wurde im Jahr 1987 errichtet, um den Leuchtturm „als Baudenkmal instand zu halten, zu pflegen, vor Gefährdung zu schützen und wenn nötig instand zu setzen“. Die Erträge aus dem Stiftungskapital bilden eine solide Basis für die Sicherung des Turms, reichen aber allein nicht aus, dieses einmalige Seebauwerk auf Dauer zu erhalten. Nur mit Hilfe vieler begeisterter Freunde kann die Zukunft des Leuchtturms auch für die kommenden Generationen gesichert werden. Spenden an die Stiftung dienen der Finanzierung laufender Instandsetzungsarbeiten und Zustiftungen in den Vermögensstock sorgen dafür, dass die jährlichen Erträge der Stiftung zur Erhaltung des Leuchtturms langfristig anwachsen. In Bremerhaven unterstützt der Förderverein Rettet den Leuchtturm Roter Sand e. V. ehrenamtlich die Arbeit der Stiftung Leuchtturm Roter Sand.

### Tourismus
Von 1990 bis zum Frühjahr 2011 bestand die Möglichkeit, den Leuchtturm zu besuchen. Die Überfahrt erfolgte von der Seebäderkaje in Bremerhaven aus mit dem zum Museumsschiff umfunktionierten Watten-Bergungsschlepper Goliath der Schifffahrts-Compagnie Bremerhaven e. V., der bei sechs Mann Besatzung maximal 42 Passagiere aufnehmen konnte. Während der Überfahrt standen den Gästen alle Schiffsräume offen. Auf den Turm gelangten sie über einen auslegbaren Steg und eine Leiter. Der Aufenthalt dauerte etwa eine Stunde.
Zudem war es vom 2. Juli 1999 an in den Sommermonaten möglich, im Leuchtturm eine Nacht zu verbringen. Dafür standen die sechs Kojen der ehemaligen Besatzung zur Verfügung. Hatte der Turm für eine Nacht wieder eine neue „Besatzung“, wurde am Fahnenmast die Flagge Deutschlands gehisst. Da ein Anlegen am Turm bei mehr als Windstärke 4 unmöglich ist, stand ein Notproviantvorrat für den Fall zur Verfügung, dass Gäste länger auf dem Turm verweilen mussten als geplant.
Bei einem Werftaufenthalt des Schleppers Goliath wurde festgestellt, dass die Fahrtsicherheit nicht mehr gewährleistet ist. Aus diesem Grund wurde das Schiff im April 2011 außer Dienst gestellt und die Fahrten zum Leuchtturm Roter Sand für das Jahr 2011 abgesagt.
Nach der erneuten Sanierung von 2011/2012 wurde zur Wiederaufnahme der Bootsfahrten zum Leuchtturm nach einem geeigneten Zubringerschiff gesucht. Die Suche nach einem Ersatzschiff hatte 2012 Erfolg. Daher bot die Bremerhaven Touristik in Zusammenarbeit mit der Deutschen Stiftung Denkmalschutz seit Mai 2013 während der Sommersaison wieder Tagesfahrten mit Leuchtturm-Erkundung und Übernachtungsfahrten zum Leuchtturm „Roter Sand“ an. Als Transportschiff kam der ehemalige Tonnenleger LEV Taifun zum Einsatz. Im Februar 2015 wurde das touristische Angebot aus wirtschaftlichen Gründen vorübergehend eingestellt, später aber wieder aufgenommen. Jedoch wurde das touristische Angebot 2018 erneut eingestellt.

## Nachbildung auf der Pariser Weltausstellung 1900
Eine Nachbildung des Leuchtturms Roter Sand war im Jahr 1900 auf der Pariser Weltausstellung zu sehen. Das markante Bauwerk erhob sich im Park des Champ-de-Mars am Fuß des Eiffelturms bis in eine Höhe von 46 m. Es signalisierte zugleich den Standort und die Funktion des Deutschen Schifffahrtspavillons und setzte den Akzent auf die Leistungen der deutschen Ingenieurkunst. Von der Spitze sendete allabendlich ein Schuckertscher Scheinwerfer einen weißen glänzenden Lichtkegel über das Ausstellungsgelände hinweg.

## Der Leuchtturm Roter Sand in Kunst und Gesellschaft
Als Sinnbild für Leuchttürme

ROTHESAND LEUCHTTH., Stadtwappen von Bremerhaven und Schnelldampfer Wilhelm der Große auf Zinnbecher zw. 1898 und 1903

Der Leuchtturm Roter Sand lehnte sich seinerzeit mit schwarzem Dach und weiß-roter Markierung an das Schwarz-Weiß-Rot des 1871 gegründeten Kaiserreiches an. Dieselbe Farbgebung erhielten zahlreiche Elbtürme (z. B. Leuchtturm Wittenbergen, Leuchtturm Tinsdal) in den 1920er Jahren nach der Übernahme durch das Reich. Auch für weitere Türme wurde die rot-weiße Farbgebung ab 1888 übernommen, auch wegen ihrer guten Sichtbarkeit am Tage. Sie gilt bei einem Großteil der Bevölkerung als die klassische Leuchtturm-Farbgebung schlechthin.
Literatur
Unmittelbar nach der Fertigstellung des Leuchtturms verfasste Gerhard von Thienst folgendes Gedicht über das Bauwerk:
„Wo sich der Weser Wellen

vermählen der offenen See,

da ragt für fahrende Gesellen

ein trautes Mal in die Höh’.

Es ist gar trefflich gegründet

in Meerestiefen sein Stand.

Dem Maat sicher Fahren kündet

der Leuchtturm auf Roter Sand.“
Film
In Freymuth Schultz’ Film Sturmflut II von 2008 verbringen die beiden Hauptdarsteller nach ihrer Heirat die Hochzeitsnacht auf dem Leuchtturm. Radio Bremen produzierte 2015 die TV-Dokumentation Leuchtturm Roter Sand – Letzter Gruß der Alten Welt (45 Min.) von Britta Lübke in der Reihe Unsere Geschichte (NDR).
Postwertzeichen
Leuchtturm Roter Sand, 2004

Link zum Bild

Aufgrund seiner Berühmtheit wurde er in die Briefmarkenserie „Leuchttürme“ der Deutschen Post aufgenommen. Er ziert eine 55-Cent-Marke, die am 8. Juli 2004 ausgegeben wurde. Die deutsche Sonderpostwertzeichenserie Leuchttürme (Mi.-Nr. 2410) erscheint seit 2004. Der Entwurf dieser Marke stammt vom Grafiker Johannes Graf aus Dortmund nach fotografischer Vorlage vom Fotograf Hans L. Bischoff aus Bremen. Die Ausgabe erfolgte in einer Auflage von 26.500.000 Stück.
Am 1. November 2015 gab die Deutsche Post zum 130-jährigen Bestehen des Leuchtturms einen Sonderstempel aus.